# Metoklopramid
Metoklopramid je zdravilna učinkovina, ki se uporablja predvsem pri težavah z želodcem in požiralnikom. Običajno se uporablja za zdravljenje in preprečevanje slabosti in bruhanja, pomoč pri izpraznitvi želodca pri ljudeh z upočasnjenim praznjenjem želodca in pri gastroezofagealni refluksni bolezni. Uporablja se tudi za zdravljenje migrenskih glavobolov.
Med pogostimi neželenimi učinki se pojavljajo občutek utrujenosti ali nemira in driska. Med resnejše in redkejše neželene učinke spadajo motnje gibanja, kot je tardivna diskinezija, nevroleptični maligni sindrom in depresija. Zaradi te nevarnosti se priporoča, da se zdravila ne jemlje dlje kot 12 tednov. Pri študijah na nosečnicah ni bilo dokazov o povečanjem tveganju pri tej populaciji. Metoklopramid spada v skupino antagonistov dopaminskih receptorjev in deluje kot prokinetik.
Leta 2012 je bil metoklopramid med stotimi največkrat predpisanimi učinkovinami v Združenih državah Amerike.  Na voljo je kot generično zdravilo. Je tudi na seznamu najučinkovitejših varnih zdravil Svetovne zdravstvene organizacije, ki so nujno potrebna v zdravstvenem sistemu. Leta 2022 se je znašel na 245. mestu med najpogosteje predpisanimi zdravili v Združenih državah Amerike z več kot milijonom predpisanih receptov.

## Uporaba

### Slabost
Metoklopramid se običajno uporablja za zdravljenje slabosti in bruhanja, ki se pojavita zaradi uremije, bolezni zaradi sevanja, raka in učinkov kemoterapije, poroda, okužbe in zdravil, ki lahko povzročajo bruhanje (so emetogena). V primeru uporabe med operacijo je učinkovit odmerek ponavadi 25-50 mg (v primerjavi z običajnim odmerkom 10 mg).
Uporablja se tudi v nosečnosti kot druga izbira za zdravljenje hiperemeze gravidarum (hude slabosti in bruhanja med nosečnostjo).
Nekateri reševalci ga uporabljajo tudi preventivno pri prevozu ljudi, ki so pri zavesti in imajo imobilizirano hrbtenico.

### Migrena
Pri migrenskih glavobolih se lahko metoklopramid uporablja v kombinaciji s paracetamolom (acetaminofenom) ali v kombinaciji z aspirinom.

### Gastropareza
Študije so pokazale njegovo učinkovitost pri gastroparezi, to je slabem praznjenju želodca. Leta 2010 ga je združenje FDA potrdilo kot prvo in edino zdravilno učinkovino, ki se lahko uporabi pri tem stanju.
Uporablja se tudi pri gastroezofagealni refluksni bolezni.

### Laktacija
Čeprav se metoklopramid uporablja za spodbujanje proizvodnje materinega mleka, so dokazi o njegovi učinkovitosti pri tej indikaciji slabi. Vprašljiva je tudi varnost uporabe te učinkovine pri doječih materah.

### Procedure
Intravenski metoklopramid se uporablja pri spremljanju delovanja tankega črevesa, klistiranju tankega črevesa in radionuklidnih študijah praznjenja želodca, da se skrajša čas, ki ga barij potrebuje za prehod skozi črevesje, s čimer se skrajša skupni čas, potreben za postopke. Metoklopramid preprečuje tudi bruhanje po peroralnem zaužitju barija.

## Kontraindikacije
Metoklopramid je kontraindiciran pri feokromocitomu. Pri Parkinsonovi bolezni ga je treba uporabljati previdno, saj lahko kot antagonist dopamina poslabša simptome. Dolgotrajni uporabi se je treba izogibati pri ljudeh s klinično depresijo, saj lahko poslabša duševno stanje. Kontraindiciran je pri ljudeh s sumom na obstukcijo črevesja, pri epilepsiji, v primeru nedavne operacije želodca (v zadnjih 3-4 dneh), pri perforaciji ali blokadi želodca in pri novorojenčkih.
Evropska agencija za zdravila je leta 2011 preverila varnost zdravila in ugotovila, da se ga ne sme predpisovati v velikih odmerkih za obdobja, daljša od pet dni in otrokom, ki so mlajši od enega leta. Predlagali so, da se njegova uporaba pri starejših otrocih omeji na zdravljenje slabosti in bruhanja po kemoterapiji ali operaciji, in to le pri bolnikih, pri katerih druga zdravljenja niso bila uspešna. Za odrasle so priporočili, da se uporaba omeji na zdravljenje migrene in slabosti po kemoterapiji ali operaciji.

### Nosečnost
Metoklopramid se že dolgo uporablja v vseh fazah nosečnosti brez dokazov o škodljivosti za mater ali plod. Velika kohortna študija dojenčkov, rojenih izraelskim ženskam, ki so bile med nosečnostjo izpostavljene metoklopramidu, ni odkrila dokazov, da bi zdravilo povečalo tveganje za prirojene malformacije, nizko porodno težo, prezgodnji porod ali perinatalno umrljivost. Velika kohortna študija na Danskem poleg tega ni odkrila povezave med izpostavljenostjo metoklopramidu in splavom. Metoklopramid se izloča v mleko.

### Dojenčki
Sistematični pregled je odkril širok spekter poročanih izidov zdravljenja gastroezofagealne refluksne bolezni (GERB) pri dojenčkih, dokaze glede varnosti in učinkovitosti zdravljenja GERB pri dojenčkih pa je ocenil kot "slabe" in "neprepričljive".

## Neželeni učinki
Pogosti neželeni učinki, ki se pojavijo pri zdravljenju z metoklopramidom, sta nemir (akatizija) in fokalna distonija. Redki neželeni učinki so povišan (hipertenzija) ali znižan (hipotenzija) krvni tlak, hiperprolaktinemija, ki vodi v galaktorejo, glavobol in ekstrapiramidni učinki, kot je okulogirna kriza.
Metoklopramid je ena izmed zdravilnih učinkovin, ki lahko najpogosteje povzroči motnje gibanja. Tveganje za neželene učinke na ekstrapiramidnem sistemu je večje pri osebah, mlajših od 20 let, in pri bolnikih, ki jemljejo večje odmerke ali ga uživajo dlje časa. Tardivna diskinezija je lahko pri nekaterih ljudeh vztrajna in nepovratna. Pogosteje se pojavi pri tistih, ki so jemali metoklopramid več kot tri mesece. Posledično Ameriška agencija za prehrano in zdravila (FDA) priporoča uporabo metoklopramida za kratkotrajno zdravljenje, po možnosti manj kot 12 tednov. Leta 2009 je FDA proizvajalcem naročila, naj na embalaži označijo povišano tveganje za tardivno diskinezijo pri kronični uporabi oziroma pri uporabi visokih odmerkov.
Distonične reakcije lahko zdravimo z benzatropinom, difenhidraminom, triheksifenidilom ali prociklidinom. Ponavadi daje najboljše rezultate difenhidramin, ki se ga injicira intramuskularno. Zdravila iz skupine benzodiazepinov lahko pomagajo, vendar so koristi ponavadi skromne, stranski učinki sedacije in šibkosti pa so lahko problematični.
V nekaterih primerih je bila akatizija kot posledica aplikacije metoklopramida neposredno povezana s hitrostjo infundiranja, kadar se je zdravilo dalo intravensko. Neželeni učinki so bili ponavadi vidni v prvih 15-ih minutah po odmerku metoklopramida.
Pri ženskah, ki so jemale metoklopramid približno šest mesecev, so poročali o odtegnitvenih učinkih. Neželeni simptomi so nihali med akinezijsko in akatizijsko obliko, vključno z amenorejo, in so bili podobni sekundarnemu parkinsonizmu. Neželeni učinki so se nadaljevali še eno leto po postopni ukinitvi metoklopramida.

### Redki neželeni učinki
Sladkorna bolezen, starost in ženski spol so dejavniki tveganja, ki povečajo verjetnost pojava nevropsihiatričnih stranskih učinkov metoklopramida.
- Panična motnja;[29]
- Velika depresivna motnja;[29]
- Agorafobija;[29]
- Agranulocitoza, supraventrikularna tahikardija, hiperaldosteronizem, nevroleptični maligni sindrom, akatizija in tardivna diskinezija;
- Methemoglobinemija;[9][14]

## Farmakologija
Zdi se, da se metoklopramid veže na dopaminske D2 receptorje z nanomolarno afiniteto (Ki = 28,8 nM), kjer je antagonist teh receptorjev, hkrati pa je tudi mešani antagonist receptorjev 5-HT3/agonist receptorjev 5-HT4.

### Mehanizem delovanja
Antiemetično delovanje metoklopramida je posledica njegovega antagonističnega delovanja na receptorje D2 v sprožilni coni kemoreceptorjev v možganih – to delovanje preprečuje slabost in bruhanje, ki ju sproži večina dražljajev. Pri višjih odmerkih lahko k antiemetičnemu učinku prispeva tudi antagonistično delovanje 5-HT3.
Gastroprokinetično delovanje metoklopramida omogoča muskarinska aktivnost, delovanje antagonistov receptorjev D2 in delovanje agonistov receptorjev 5-HT4. Tudi sam gastroprokinetični učinek lahko prispeva k antiemetičnemu učinku. Metoklopramid tudi poveča tonus spodnjega ezofagealnega sfinktra.
Metoklopramid lahko vpliva na razpoloženje zaradi svoje antagonistične blokade 5-HT3 in agonističnega (aktivacijskega) delovanja na 5-HT4.
Medtem ko muskarinski receptorji vplivajo na motiliteto prebavil, prokinetični učinki metoklopramida niso primarno posledica neposredne aktivnosti muskarinskih receptorjev. Namesto tega so posledica njegovega delovanja na receptorje 5-HT4 in D2.

### Farmakokinetika
CYP2D6 presnavlja metoklopramid. Je reverzibilni zaviralec, ne pa inaktivator CYP2D6. Glavna presnovka metoklopramida sta N-hidroksilacija in N-deetilacija z vsemi običajnimi encimi CYP.

## Kemija
Metoklopramid je substituiran benzamid. Cisaprid in mosaprid sta strukturno sorodna.

## Zgodovina
Metoklopramid sta prva opisala Louis Justin-Besançon in Charles Laville leta 1964, ko sta si prizadevala izboljšati antiaritmične lastnosti prokainamida. V okviru tega raziskovalnega projekta je nastal tudi sulpirid. Prve klinične študije so objavili Tourneu in sodelavci leta 1964, Boisson in Albot pa leta 1966. Justin-Besançon in Laville sta delala za Laboratoires Delagrange, ki je leta 1964 predstavilo zdravilo Primperan. Laboratoires Delagrange je leta 1991 prevzel Synthelabo, ki je sčasoma postal del Sanofija.
A.H. Robins je zdravilo v ZDA predstavil pod blagovno znamko Reglan leta 1979 v obliki injekcije, peroralna oblika pa je bila odobrena leta 1980. Leta 1989 je A.H. Robins prevzel podjetje American Home Products, ki je leta 2002 spremenilo ime v Wyeth.
Zdravila so sprva uporabljali za nadzor slabosti pri ljudeh s hudimi glavoboli ali migrenami, kasneje pa za slabost, ki jo povzročata radioterapija in kemoterapija, še pozneje pa za zdravljenje slabosti, ki jo povzroča anestezija. V ZDA je bila injekcijska oblika odobrena le za slabost, ki jo povzroča kemoterapija, peroralna oblika pa za gastroezofagealno refluksno bolezen.
V osemdesetih letih 20. stoletja se ga je začelo široko uporabljati in je postal najpogosteje uporabljeno zdravilo za zdravljenje slabosti, ki jo povzroča anestezija, in za zdravljenje gastritisa na urgencah.
Prvi generiki so bili uvedeni leta 1985.
V zgodnjih osemdesetih letih 20. stoletja so se v študijah farmakovigilance na Švedskem začeli pojavljati znaki, da zdravilo pri nekaterih bolnikih povzroča tardivno diskinezijo. FDA je leta 1985 zahtevala, da se na etiketo zdravila doda opozorilo o tardivni diskineziji, v katerem je navedeno, da se: »pri bolnikih, zdravljenih z metoklopramidom, lahko razvije tardivna diskinezija«, in opozorila pred uporabo, daljšo od 12 tednov, saj je bilo zdravilo testirano toliko časa. Leta 2009 je FDA zahtevala, da se na etiketo doda opozorilo črne škatle.
Pojav tega hudega stranskega učinka je privedel do vala sodnih sporov zaradi odgovornosti proti proizvajalcem generičnih zdravil in podjetju Wyeth. Sodni spor je bil zapleten, saj ni bilo jasnosti glede pristojnosti med državnimi zakoni, ki določajo odgovornost za izdelke, in zveznim zakonom, ki določa, kako so zdravila označena, pa tudi med generičnimi podjetji, ki niso imela nadzora nad označevanjem, in originalnim podjetjem, ki ga je imelo. Sodni spor je privedel do vsaj dveh pomembnih primerov. V zadevi Conte proti Wyethu na kalifornijskih državnih sodiščih so bile tožbene zahteve tožnika proti generičnim podjetjem Pliva, Teva in Purepac, ki so prodajala zdravila, ki jih je tožnik dejansko jemal, in tožbe proti podjetju Wyeth, čigar izdelka tožnik ni nikoli jemal, zavrnjene s strani sodišča prve stopnje. Vendar se je tožnik pritožil in leta 2008 je pritožbeno sodišče potrdilo zavrženje tožb proti generičnim podjetjem, vendar je sodbo v primeru podjetja Wyeth razveljavilo in dovolilo nadaljevanje postopka proti podjetju Wyeth. To je za farmacevtska podjetja na novo vzpostavilo »odgovornost inovatorja« ali »odgovornost pionirja«. Precedens ni bil široko upoštevan niti v Kaliforniji niti v drugih državah. Pravdni spor glede istih vprašanj v zvezi z metoklopramidom je dosegel tudi vrhovno sodišče ZDA v zadevi Pliva, Inc. proti Mensingu, v kateri je sodišče leta 2011 razsodilo, da generična podjetja ne morejo biti odgovorna za informacije ali pomanjkanje informacij na etiketi originalnega zdravila. Avgusta 2015 je bilo v ZDA vloženih približno 5000 tožb, prizadevanja za njihovo združitev v skupinsko tožbo pa so bila neuspešna.
Kmalu po odločitvi v zadevi Pliva je FDA predlagala spremembo pravila, ki bi proizvajalcem generičnih zdravil omogočila posodobitev etikete, če bi bilo originalno zdravilo umaknjeno s trga iz razlogov, ki niso varnostni. Do maja 2016 se je pravilo izkazalo za kontroverzno, saj bi generičnim podjetjem omogočilo tožbe, zato je FDA sporočila, da bo končno pravilo izdano aprila 2017. FDA je julija 2016 izdala osnutek smernic za generična podjetja za posodobitev etiket.

## Tržna imena
V Sloveniji je metoklopramid na voljo pod tržnima imenoma Reglan (v obliki tablet) in Metoklopramid hameln (v obliki ampul).
V tujini je na voljo pod mnogo različnimi tržnimi imeni, naštetimi v tabeli.
| A | Adco-Contromet, Aeroflat (metoklopramid in dimetikon), Afipran, Anaflat Compuesto (metoklopramid in simetikon; pankreatin), Anagraine (metoklopramid in paracetamol), Anausin Métoclopramide, Anolexinon, Antiementin, Antigram (metoklopramid in acetilsalicilna kislina), Aswell |
| B | Balon, Betaclopramide, Bio-Metaclopramide, Bitecain AA |
| C | Carnotprim, Carnotprim, Cephalgan (metoklopramid in karbasalatni kalcij), Cerucal, Chiaowelgen, Chitou, Clifar (metoklopramid in simetikon), Clodaset (metoklopramid in ondasentron), Clodoxin (metoklopramid in piridoksin), Clomitene, Clopamon, Clopan, Cloperan, Cloprame, Clopramel, Clozil |
| D | Damaben, Degan, Delipramil, Di-Aero OM (metoklopramid in simetikon), Dibertil, Digenor (metoklopramid in dimetikon), Digespar (metoklopramid in simetikon), Digestivo S. Pellegrino, Dikinex Repe (metoklopramid in pankreatin), Dirpasid, Doperan, Dringen |
| E | Egityl (metoklopramid in acetilsalicilna kislina), Elieten, Eline, Elitan, Emenil, Emeprid (veterinarska uporaba), Emeran, Emetal, Emoject, Emperal, Enakur, Enteran, Enzimar, Espaven M.D. (metoklopramid in dimetikon), Ethiferan, Eucil |
| F | Factorine (metoklopramid in simetikon) |
| G | Gastro-Timelets, Gastrocalm, Gastronerton, Gastrosil, Geneprami |
| H | H-Peran, Hawkperan, Hemibe, Horompelin |
| I | Imperan, Isaprandil, Itan |
| J | |
| K | K.B. Meta, Klometol, Klopra |
| L | Lexapram, Linperan, Linwels |
| M | Malon, Manosil, Maril, Matolon, Maxeran, Maxolon, Maxolone, Meclam, Meclid, Meclizine, Meclomid, Meclopstad, Meniperan, Mepram, Met-Sil, Metajex, Metalon, Metamide, Metilprednisolona Richet, Metoceolat, Metoclor, Metoco, Metocol, Metocontin, Metomide (veterinarska uporaba), Metonia, Metopar (metoklopramid in paracetamol), Metopar (metoklopramid in paracetamol), Metopelan, Metoperan, Metoperon, Metopran, Metotag, Metozolv, Metpamid, Metsil, Mevaperan, Midatenk, Migaura (metoklopramid in paracetamol), Migpriv (metoklopramid in acetilsalicilna kislina), Migracid (metoklopramid in paracetamol), Migraeflux MCP (metoklopramid in paracetamol), Migrafin (metoklopramid in acetilsalicilna kislina), Migralave + MCP (metoklopramid in paracetamol), MigraMax (metoklopramid in acetilsalicilna kislina), Migräne-Neuridal (metoklopramid in paracetamol), Migränerton (metoklopramid in paracetamol), Motilon |
| N | N-Metoclopramid, Nastifran, Nausil, Nevomitan, Nilatika, Novomit |
| O | Opram |
| P | Pacimol-M (metoklopramid in paracetamol), Pangastren (metoklopramid in simetikon), Paramax (metoklopramid in paracetamol), Paspertin, Peraprin, Perinorm, Perinorm-MPS (metoklopramid in dimetikon), Perone, Piralen, Plamide, Plamine, Plasil, PMS-Metoclopramide, Podokedon, Polun, Poriran, Pradis, Pramidin, Pramidyl, Pramin, Praux, Premig (metoklopramid in acetilsalicilna kislina), Premosan, Prenderon, Prevomic, Primadol (metoklopramid in paracetamol), Primavera-N, Premier, Primlan, Primperan, Primperil, Primperoxane (metoklopramid in dimetikon), Primram, Primran, Primsel, Pripram, Prokinyl, Promeran, Prometin, Prowel, Pulin, Pulinpelin, Pulperan, Pusuan, Putelome, Pylomid |
| Q | |
| R | R-J, Raclonid, Randum, Reglan, Reglomar, Reliveran, Remetin, Riamide, Rilaquin, Rowelcon |
| S | Sabax Metoclopramide, Sinprim, Sinthato, Soho, Indonesia, Sotatic, Stomallin, Suweilan |
| T | Talex (metoklopramid in pankreatin), Tivomit, Tomit, Torowilon |
| U | |
| V | Vertivom, Vilapon, Vitamet, Vomend (veterinarska uporaba), Vomesea, Vomiles, Vomipram, Vomitrol, Vosea |
| W | Wei Lian, Winperan |
| X | |
| Y | |
| Z | Zudaw |

## Uporaba v veterini
Metoklopramid se pogosto uporablja za preprečevanje bruhanja pri mačkah in psih. Uporablja se tudi kot stimulans črevesja pri kuncih.